# Hanson Hill
Hanson Hill är en kulle i Antarktis. Den ligger i Västantarktis. Argentina, Chile och Storbritannien gör anspråk på området. Toppen på Hanson Hill är 900 meter över havet, eller 896 meter över den omgivande terrängen. Bredden vid basen är 12,0 km.
Terrängen runt Hanson Hill är huvudsakligen kuperad, men den allra närmaste omgivningen är platt.  Trakten är obefolkad. Det finns inga samhällen i närheten. 